# Milton Sills

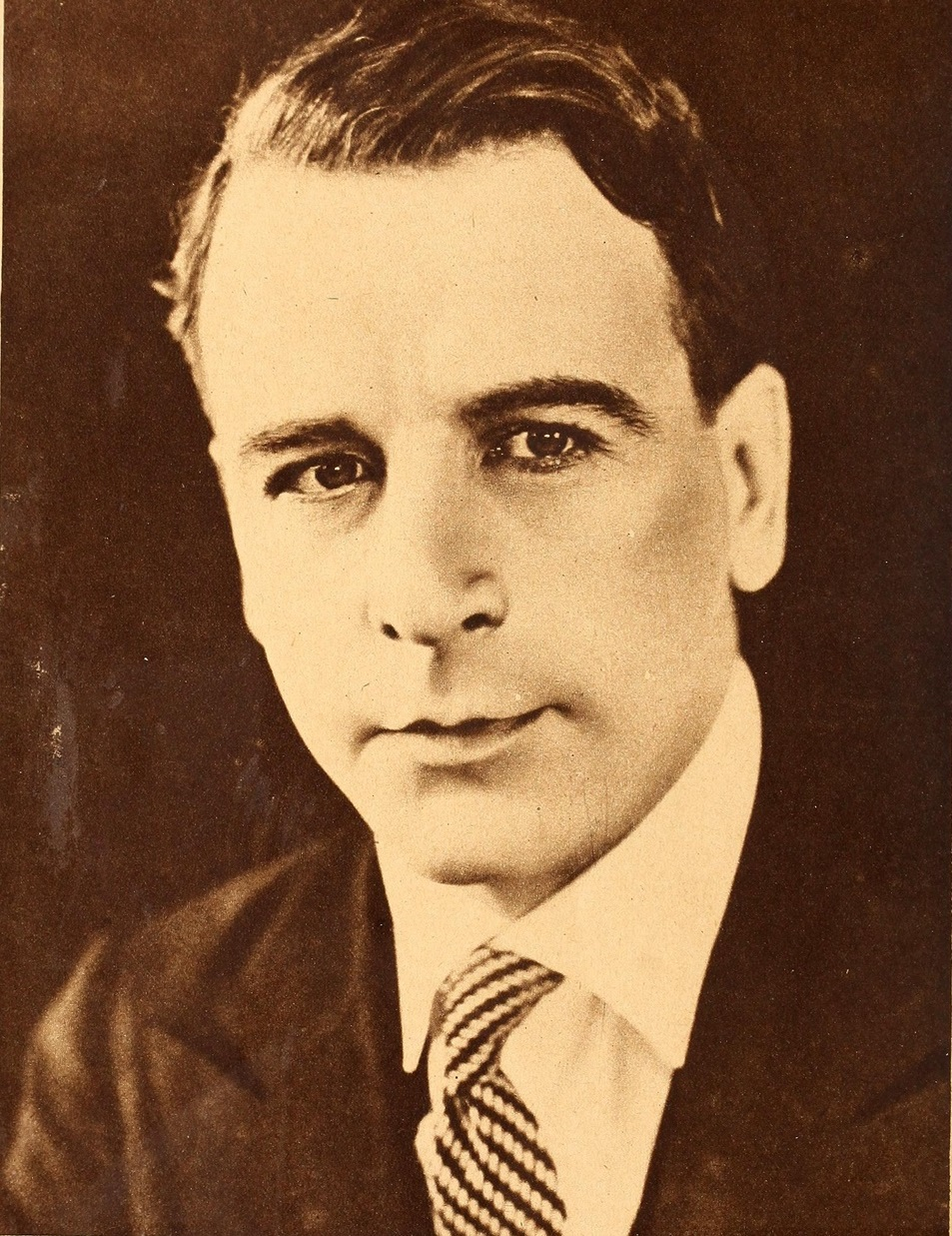
Milton Sills (1920)

Milton George Gustavus Sills (* 12. Januar 1882 in Chicago, Illinois; † 15. September 1930 in Santa Barbara, Kalifornien) war ein US-amerikanischer Theater- und Filmschauspieler. Er war ein Star des amerikanischen Stummfilmkinos.

## Leben
Milton Sills wurde 1882 in gutbürgerlichen Verhältnissen in Chicago geboren. Er studierte an der Universität Chicago Philosophie und Psychologie. Nach dem Abschluss seines Studiums im Jahr 1903 arbeitete er als Dozent für Philosophie in Chicago. Sills war recht polyglott: er sprach neben seiner Muttersprache Englisch auch noch Italienisch, Russisch, Französisch und Deutsch fließend.
1906 kündigte er seine Stellung als Universitätsdozent, und begann als Schauspieler zu arbeiten. Bereits 1908 spielte er am Broadway. Er trat in Produktionen von damals prominenten Theaterproduzenten wie David Belasco, Charles Frohman und William A. Brady auf.
Sein Filmdebüt gab er 1914 in dem Film The Pit unter der Regie von Maurice Tourneur. Sills wurde für die folgenden eineinhalb Jahrzehnte bis zu seinem Tod zu einem Hollywood-Star. Seine größten Erfolge feierte er in actionbetonten Western und Abenteuerfilmen, er wirkte aber auch in Komödien und Dramen mit. Im Gegensatz zu seiner eigentlich eher intellektuellen Persönlichkeit verkörperte er oft harte und kampferprobte Kerle. Einen seiner größten Erfolge feierte er 1924 mit dem Abenteuerfilm The Sea Hawk, der 1940 nochmals mit Errol Flynn in der Hauptrolle neuverfilmt wurde.
Den Einbruch des Tonfilms Ende der 1920er-Jahre bereitete Sills keine Probleme. Sein letzter Film war die Jack-London-Verfilmung The Sea Wolf im Jahr 1930, in der er die Hauptrolle des Wolf Larsen spielte. Innerhalb des Hollywood-Geschäfts engagierte sich Sills für Arbeitsrechte wie bessere Regelungen zur Arbeitszeit. Ebenso war er einer der Mitbegründer der Academy of Motion Picture Arts and Sciences, die bis heute die Oscars vergibt.
Sills war ab 1926 in zweiter Ehe mit der Schauspielerin Doris Kenyon verheiratet. Er starb im September 1930 mit nur 48 Jahren an einem Herzinfarkt beim Tennis.

## Filmografie (Auswahl)
- 1914: The Pit
- 1915: The Deep Purple
- 1917: Diamonds and Pearls
- 1919: Eyes of Youth
- 1921: Little Fool
- 1921: Miss Lulu Bett
- 1923: Adams Rippe (Adam's Rib)

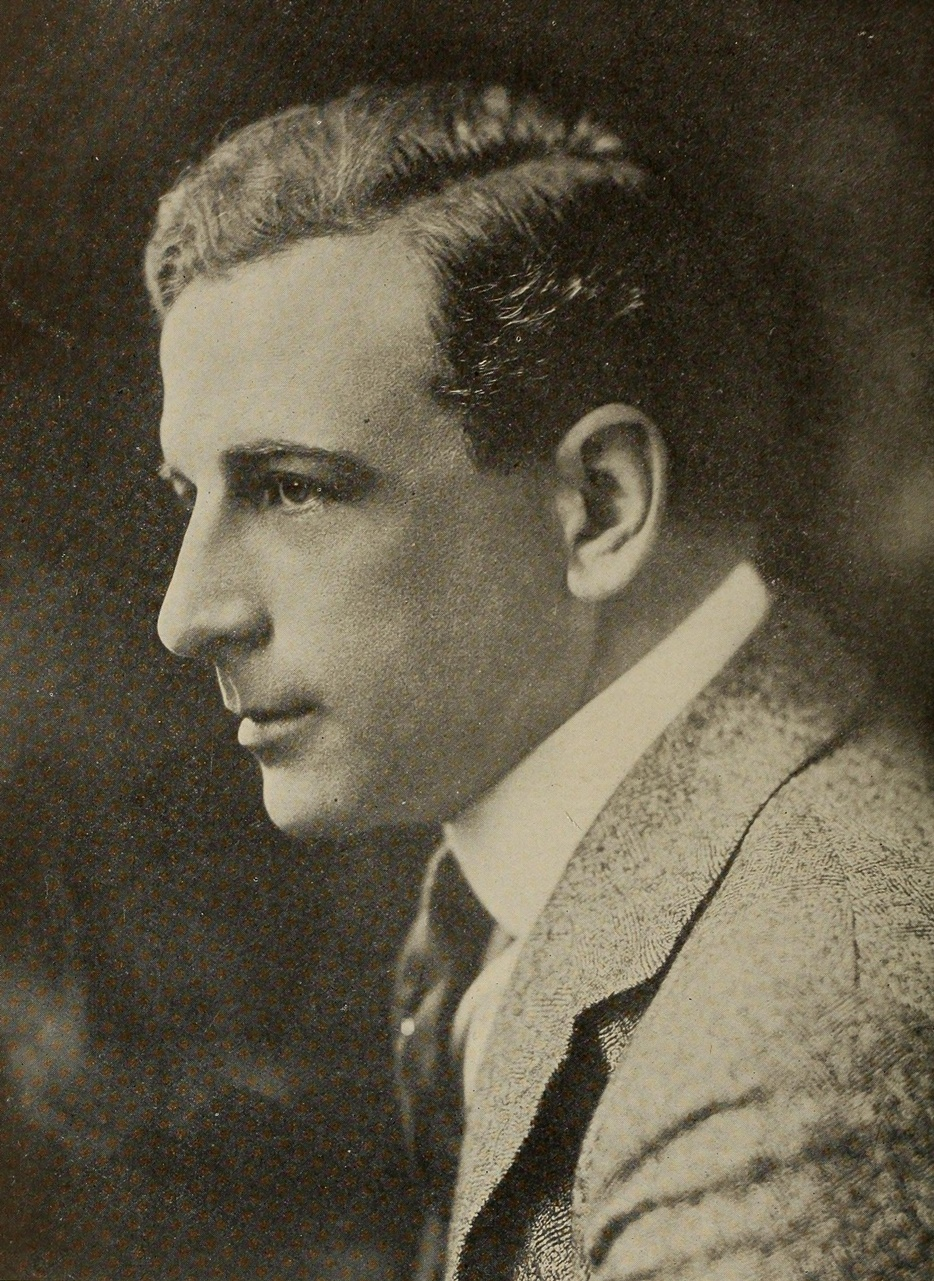
Milton Sills (1919)

- 1923: Die Insel der verlorenen Schiffe (The Isle of Lost Ships)
- 1923: Das goldene Land (The Spoilers)
- 1923: Flammende Jugend (Flaming Youth)
- 1923: Der Markt der Seelen (Souls for Sale) (Cameo)
- 1924: Fließendes Gold (Flowing Gold)
- 1924: Die Seeteufel (The Sea Hawk)
- 1925: Herr über Leben und Tod (As Man Desires)
- 1925: Knockout (The Knockout)
- 1926: Männer von Stahl (Men of Steel) (auch Drehbuch)
- 1927: Spanisches Blut (The Sea Tiger)
- 1927: Kampf im Tal der Riesen (The Valley of the Giants)
- 1928: Lockruf des Goldes (Burning Daylight)
- 1928: Rummelplatz der Liebe (The Barker)
- 1930: The Sea Wolf